# 量刑相場
量刑相場（りょうけいそうば）とは、刑事裁判において有罪の判決を言い渡す場合に罪名や特定の犯罪情況・犯罪態様によって、おおよその量刑が定まる実務上の慣行のこと。

## 概要
量刑相場とは、実務上の慣行のことである。実際の量刑の判断は、裁判官が自らの良心に基づき、法に従って行うものであって、これまでに自らが関与した裁判例や、公刊された裁判例、論文等を虚心に検討し、量刑の枠又は幅を認識した結果が量刑相場となる。裁判官は、このような量刑相場における標準科刑を探求し、具体的な量刑を行うこととなる。

## 量刑相場の形成

### 裁判官の量刑
刑事裁判において、事実の認定は証拠に基づいて行われ（証拠裁判主義、刑事訴訟法317条）、証拠の証明力の評価は、裁判官の自由な判断に委ねられている（自由心証主義、法318条）。 被告事件について犯罪の証明があったときは、判決で刑の言渡をしなければならず（法333条1項）、有罪の言渡をするには、罪となるべき事実、証拠の標目及び法令の適用を示さなければならない（法335条1項） 。 このように、事実を認定してこれに法令を適用し、有罪判決を言い渡す場合に刑の量定（量刑）を行う一連の判断は、すべて裁判官の専権とされている。裁判官は、法廷に現れたすべての事情を斟酌して、処断刑の範囲内で、量刑を行い、裁判所による判決をもって具体的刑罰（宣告刑）を定めるのである。

### 裁判官の量刑と法的安定性
裁判官が個別の事情のみを考慮して量刑を行った場合、処断刑の範囲が広いこととあいまって、同じような罪名、同じような態様によって行われた犯罪であっても、量刑は大きくばらつくことになる。たしかに、裁判は個別具体的な事情をもとにした判断であるから、その結果下される量刑がばらつくことは当然とも解される。しかし、司法の判断には、結果の公平、法的安定性も求められることから、同じような罪名、同じような態様によって行われた犯罪ならば、同じような量刑が期待される。したがって、裁判官は、個別の事情のみならず、過去の裁判例の量刑に関する資料（一部は電子的にデータベース化されている。）も参照して、量刑を行うこととなる。こうして、裁判例をもとにした個別の量刑が、また裁判例となってフィードバックされ、量刑相場が形成されてゆく。
さらに、裁判官は数年ごとに全国的に転勤するため、日本中の刑事裁判における量刑がならされ、量刑相場も日本全国で統一的に運用されることとなる。

### 検察官の求刑
裁判官は、量刑を行うための判断資料として、検察官が行う求刑も重視する。求刑とは、証拠調が終わった後に検察官が行う、「事実及び法律の適用について意見」の陳述（論告、293条1項）に併せて行う、具体的な量刑についての意見である。検察官は、一人一人が独立の官庁として個別に判断して訴訟行為を行う（検察官独立の原則）一方で、検察庁全体が一体となって、いずれの検察官も、また日本全国津々浦々どこの検察庁であっても、上意下達の組織を固め、安定的な判断を行うものとされている（検察官同一体の原則）。検察庁では、全国の裁判例をまとめた量刑資料に、地方の検察庁ごとの量刑資料も加味して求刑を行う。そのため、検察官は、同じような罪名、同じような犯罪態様ならば、同じような求刑を行うことが多い。したがって、裁判官が司法全体の安定的な量刑、公平性と法的安定性を考慮した量刑を行う場合、検察官の行う求刑も重視することとなる。
もっとも、裁判官の量刑は、検察官の求刑に拘束されることはない。法的には、検察官の論告は、事実及び法令の適用についての意見に止まり、裁判所がいかなる量刑をすべきかという意見を検察官が述べる権限は明文ではない。また、検察官は、求刑において、被告人にとって有利な諸事情を一応は考慮するが、訴追官としての立場から事情を片面的に検討するに過ぎないものである。したがって、求刑は、裁判官の量刑の参考とするにとどまる。

### 求刑と量刑の関係
裁判官が検察官の求刑を重視すると言っても、懲役刑の刑期など幅のある判断では、求刑と量刑が一致することは少ない。通常、量刑は、求刑の刑期の「七掛け、あるいは八掛け」とか、「求刑より1ランクないし2ランク低い」ものとなることが多いとされる。また、短期の求刑の場合には、執行猶予が付されることも多い。たとえば、検察官が「懲役5年」を求刑したときには「懲役4年」程度の量刑が行われ、検察官が「懲役1年6月」を求刑したときには「懲役1年6月、執行猶予3年」（いわゆるイチロクサン）程度の量刑が行われるというものである。この、求刑から量刑によって差し引かれて軽くなることを指して、俗に「弁護料」と言う。求刑と量刑が同じでは、被告人が「弁護人は真摯に弁護しなかったのではないか」と疑うため、形式的に求刑から差し引くものと考えられているのである。
しかし近年は、求刑よりも重い量刑の判決も増加してきたとされる。これは、立法の厳罰化傾向（刑罰積極主義）と歩を合わせるように、量刑においても厳罰化傾向が生じたためとされる。したがって、必ずしも「量刑は求刑の七掛け、八掛け」「求刑が短ければ執行猶予付き」などという傾向があてはまらない事案もある。

## 裁判員制度と量刑相場
2009年（平成21年）5月21日には、裁判員の参加する刑事裁判に関する法律が施行され、裁判員制度が始められた。裁判員制度は、裁判官と共に、裁判員が量刑の判断も担当する。最高裁判所では、裁判員による量刑のばらつきを小さくするため、量刑データベースを裁判員に開放して、裁判員が過去の同種事例を参照しやすくすることを決めた。しかし、裁判員裁判が開始されて以降、量刑の判断は以前に比べてばらつきが大きくなっている。また、性犯罪に関しては従前の職業裁判官による裁判より重い量刑が選択される傾向がある。